# Apotropina stuckenbergi
Apotropina stuckenbergi är en tvåvingeart som beskrevs av Curtis W. Sabrosky 1982. Apotropina stuckenbergi ingår i släktet Apotropina och familjen fritflugor.
Artens utbredningsområde är Madagaskar. Inga underarter finns listade i Catalogue of Life.